# Niedervisse
Niedervisse település Franciaországban, Moselle megyében. Lakosainak száma 276 fő (2022. január 1.). Niedervisse Bisten-en-Lorraine, Coume, Denting, Momerstroff, Narbéfontaine és Obervisse községekkel határos.

## Népesség
A település népességének változása:
| Lakosok száma | 174  | 157  | 174  | 209  | 254  | 256  | 257  | 266  | 271  | 276  |
|               | 1968 | 1982 | 1990 | 2006 | 2013 | 2015 | 2017 | 2019 | 2020 | 2022 |